# Marta Roure

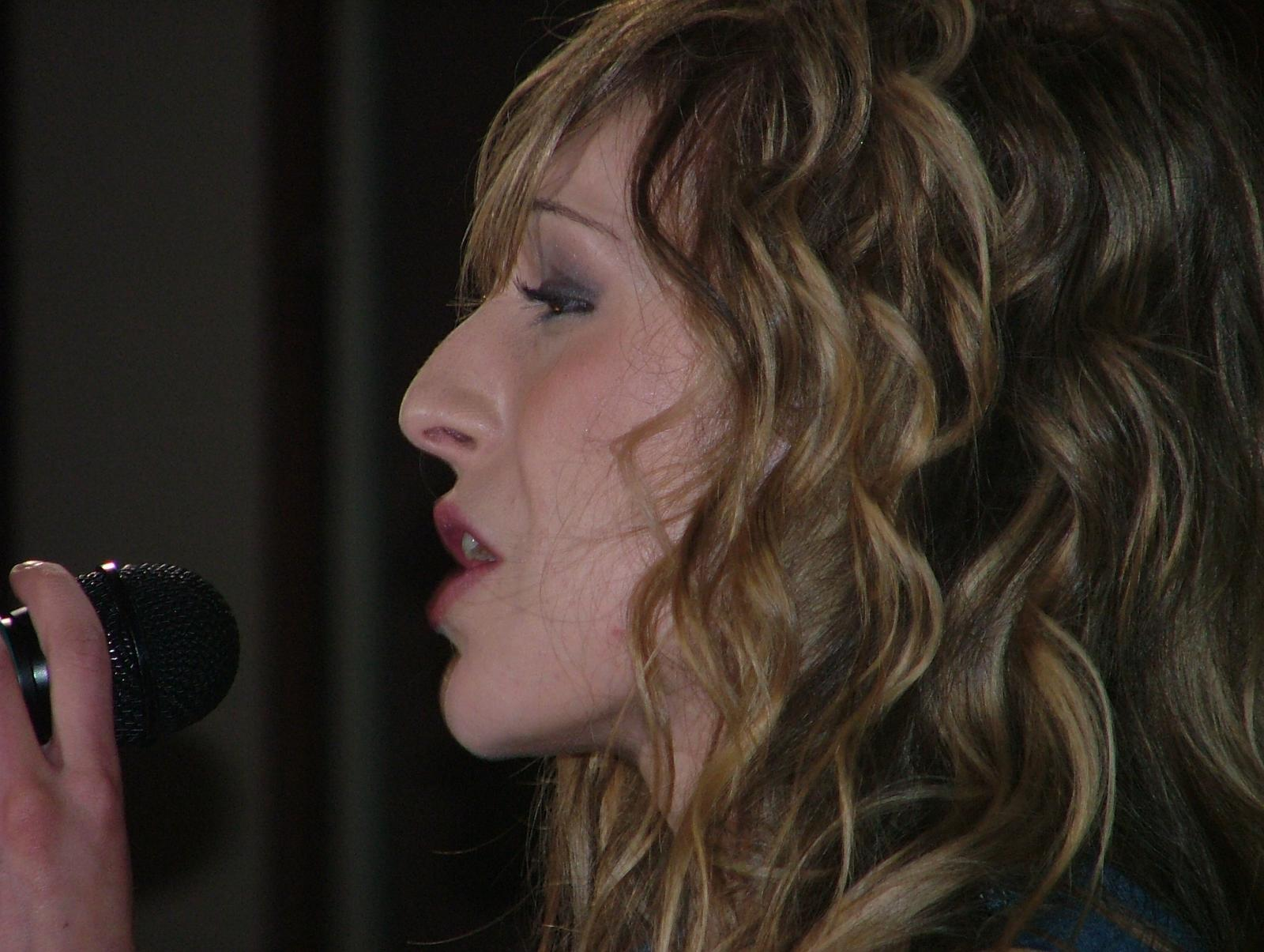
Marta Roure in 2004

Marta Roure (Andorra la Vella, 16 januari 1981) is de eerste deelnemer voor Andorra tijdens het Eurovisiesongfestival.
Roure nam deel aan het Eurovisiesongfestival 2004, dat gehouden werd in Turkije, Istanboel. Ze kwam binnen in de halve finale (die toen voor het eerst gehouden werd) en behaalde er een 18e plaats, waarmee ze zich niet kon kwalificeren voor de finale.
2004: Marta Roure · 
2005: Marian van de Wal · 
2006: Jennifer · 
2007: Anonymous · 
2008: Gisela · 
2009: Susanne Georgi
- Biblioteca Nacional de España: XX1509127
- Bibliothèque nationale de France: cb14587774d (data)
- International Standard Name Identifier: 0000 0003 5431 4817
- Library of Congress Control Number: n2006052666
- MusicBrainz: 4c35ea5d-ecf2-4864-b8f3-b1b644fc58eb
- Virtual International Authority File: 32244322
- WorldCat: E39PBJhxqTpVCV3rrgywbptdwC